# Liste des duchesses de Parme
Cet article présente la liste des duchesses de Parme, par mariage ou de plein droit.
Le titre disparaît de facto en 1859 quand le duché de Parme est officiellement réuni au royaume de Sardaigne par le roi Victor-Emmanuel afin de former le royaume d'Italie.

## Maison Farnèse (1545-1731)
| Portrait | Nom (dates)                              | Époux                                                                              | Titres | Eléments biographiques | Armoiries |
| -------- | ---------------------------------------- | ---------------------------------------------------------------------------------- | --- | --- | --------- |
|          | Gerolama Orsini (1503-1570)              | - Pierre-Louis Farnèse (mariage en 1519)                                           | - Duchesse de Castro (1537-1545) - Duchesse de Parme et Plaisance (1545-1547) | - Princesse de la famille Orsini. Fille de Ludovic Orsini et de Giulia di Giacomo Conti. - Mère d'Alexandre Farnèse, de Victoire Farnèse, d'Octave Farnèse, de Ranuccio Farnèse et d'Horace Farnèse.          |           |
|          | Marguerite de Habsbourg (1522-1586)      | - Alexandre de Médicis (mariage en 1536) - Octave Farnèse (mariage en 1538)        | - Duchesse de Florence (1536-1537) - Duchesse de Camerino (1540-1545) - Duchesse de Castro (1545-1547) - Duchesse de Parme et Plaisance (1547-1586) - Gouvernante des Pays-Bas (1559-1567) | - Princesse de la maison de Habsbourg. Fille légitimée de Charles Quint et de Jeanne van der Gheynst. - Mère d'Alexandre Farnèse.                                                                             |           |
|          | Marguerite Aldobrandini (1588-1646)      | - Ranuce Ier Farnèse (mariage en 1599)                                             | - Duchesse de Parme et de Plaisance (1599-1622) - Régente de Parme et Plaisance (1622-1628)                                                                                                | - Princesse de la maison Aldobrandini. Fille de Giovanni Francesco Aldobrandini et d'Olimpia Aldobrandini. - Mère d'Edouard Ier Farnèse, de Marie Farnèse, de Vittoria Farnèse et de Francesco Maria Farnèse. |           |
|          | Marguerite de Médicis (1612-1679)        | - Edouard Ier Farnèse (mariage en 1628)                                            | - Duchesse de Parme et Plaisance (1628-1646) - Régente de Parme et Plaisance (1646-1648)                                                                                                   | - Princesse de la maison de Médicis. Fille de Cosme II de Médicis et de Marie-Madeleine d'Autriche. - Mère de Ranuce II Farnèse et d'Alexandre Farnèse.                                                       |           |
|          | Marguerite-Yolande de Savoie (1635-1663) | - Ranuce II Farnèse (mariage en 1660)                                              | - Duchesse de Parme et Plaisance (1660-1663) | - Princesse de la maison de Savoie. Fille de Victor-Amédée Ier de Savoie et de Christine de France. |           |
|          | Isabelle d'Este (1635-1666)              | - Ranuce II Farnèse (mariage en 1664)                                              | - Duchesse de Parme et Plaisance (1664-1666) | - Princesse de la Maison d'Este. Fille de François Ier d'Este et de Marie Farnèse. - Mère de Marguerite-Marie Farnèse et d'Édouard Farnèse.                                                                   |           |
|          | Maria d'Este (1644-1684)                 | - Ranuce II Farnèse (mariage en 1668)                                              | - Duchesse de Parme et Plaisance (1668-1684) | - Princesse de la maison d'Este. Fille de François Ier d'Este et de Marie Farnèse. - Mère de François Farnèse et d'Antoine Farnèse.                                                                           |           |
|          | Dorothée-Sophie de Neubourg (1670-1748)  | - Édouard Farnèse (mariage en 1690) - François Farnèse (mariage en 1695)           | - Princesse héritière de Parme et Plaisance (1690-1693) - Duchesse de Parme et Plaisance (1695-1727) - Régente de Parme et Plaisance (1731-1732)                                           | - Princesse de la maison de Wittelsbach. Fille de Philippe-Guillaume de Neubourg et d'Élisabeth-Amélie de Hesse-Darmstadt. - Mère d'Élisabeth Farnèse.                                                        |           |
|          | Henriette d'Este (1702-1777)             | - Antoine Farnèse (mariage en 1728) - Léopold de Hesse-Darmstadt (mariage en 1740) | - Duchesse de Parme et Plaisance (1728-1731) - Régente de Parme et Plaisance (1731-1732)                                                                                                   | - Princesse de la maison d'Este. Fille de Renaud III de Modène et de Charlotte-Félicité de Brunswick-Calenberg.                                                                                               |           |

## Maison de Habsbourg (1735-1748)
| Portrait | Nom (dates)                                               | Époux                                            | Titres | Eléments biographiques | Armoiries |
| -------- | --------------------------------------------------------- | ------------------------------------------------ | --- | --- | --------- |
|          | Élisabeth-Christine de Brunswick-Wolfenbüttel (1691-1750) | - Charles VI du Saint-Empire (mariage en 1708)   | - Impératrice du Saint-Empire, reine de Germanie, de Hongrie et de Bohême, archiduchesse d'Autriche (1711-1740) - Reine de Naples (1714-1735) - Duchesse de Milan (1714-1740) - Souveraine des Pays-Bas (1715-1740) - Duchesse de Parme et Plaisance (1735-1740)                                                                           | - Princesse de la maison de Brunswick. fille de Louis-Rodolphe de Brunswick-Wolfenbüttel et de Christine-Louise d'Oettingen-Oettingen. - Mère de Marie-Thérèse d'Autriche et de Marie-Anne d'Autriche. |           |
|          | Marie-Thérèse d'Autriche (1717-1780)                      | - François Ier du Saint-Empire (mariage en 1736) | - Duchesse de Lorraine (1736-1737) - Grande-duchesse de Toscane (1737-1765) - Reine de Hongrie et de Bohême, archiduchesse d'Autriche, duchesse de Milan, souveraine des Pays-Bas (de plein droit, 1740-1780) - Duchesse de Parme et de Plaisance (de plein droit, 1740-1748) - Impératrice du Saint-Empire, reine de Germanie (1745-1765) | - Princesse de la maison de Habsbourg. Fille de Charles VI du Saint-Empire et d'Élisabeth-Christine de Brunswick-Wolfenbüttel. - Mère de Marie-Élisabeth d'Autriche, de Marie-Anne d'Autriche, de Marie-Caroline d'Autriche, de Joseph II du Saint-Empire, de Marie-Christine d'Autriche, de Marie-Élisabeth d'Autriche, de Charles-Joseph d'Autriche, de Marie-Amélie d'Autriche, de Léopold II du Saint-Empire, de Marie-Caroline d'Autriche, de Marie-Jeanne-Gabrielle d'Autriche, de Marie-Josèphe d'Autriche, de Marie-Caroline d'Autriche, de Ferdinand d'Autriche-Este, de Marie-Antoinette d'Autriche et de Maximilien-François d'Autriche. |           |

## Maison de Bourbon-Parme (1748–1802)
| Portrait | Nom (dates)                                    | Époux                                              | Titres                                       | Eléments biographiques | Armoiries |
| -------- | ---------------------------------------------- | -------------------------------------------------- | -------------------------------------------- | --- | --------- |
|          | Louise-Élisabeth de France (1727-1759)         | - Philippe Ier de Parme (mariage en 1739)          | - Duchesse de Parme et Plaisance (1748-1759) | - Princesse de la maison de Bourbon. Fille de Louis XV de France et de Marie Leszczyńska. - Mère d'Isabelle de Bourbon-Parme, de Ferdinand Ier de Bourbon-Parme et de Marie-Louise de Bourbon-Parme.                                                                                    |           |
|          | Marie-Amélie de Habsbourg-Lorraine (1746-1804) | - Ferdinand Ier de Bourbon-Parme (mariage en 1769) | - Duchesse de Parme et Plaisance (1769-1802) | - Princesse de la maison de Habsbourg-Lorraine. Fille de François Ier du Saint-Empire et de Marie-Thérèse d'Autriche. - Mère de Caroline de Bourbon-Parme, de Louis Ier d'Étrurie, de Marie-Antoinette de Bourbon-Parme, de Charlotte de Bourbon-Parme et de Philippe-Marie de Bourbon. |           |

## Maison de Habsbourg-Lorraine (1814-1847)
| Portrait | Nom (dates)                         | Époux | Titres | Eléments biographiques | Armoiries |
| -------- | ----------------------------------- | --- | --- | --- | --------- |
|          | Marie-Louise d'Autriche (1791-1847) | - Napoléon Ier (mariage en 1810) - Adam Albert de Neipperg (mariage en 1821) - Charles-René de Bombelles (mariage en 1834) | - Impératrice des Français et reine d'Italie (1810-1814) - Duchesse de Parme, Plaisance et Guastalla (de plein droit, 1814-1847) | - Princesse de la maison de Habsbourg-Lorraine. Fille de François Ier d'Autriche et de Marie-Thérèse de Bourbon-Naples. - Mère de Napoléon II, d'Albertine de Montenuovo et de Guglielmo Alberto di Montenuovo. |           |

## Maison de Bourbon-Parme (1847-1859)
| Portrait | Nom (dates)                         | Époux                                    | Titres                                                                                   | Eléments biographiques | Armoiries |
| -------- | ----------------------------------- | ---------------------------------------- | ---------------------------------------------------------------------------------------- | --- | --------- |
|          | Marie-Thérèse de Savoie (1803-1879) | - Charles II de Parme (mariage en 1820)  | - Duchesse de Lucques (1824-1847) - Duchesse de Parme et de Plaisance (1847-1849)        | - Princesse de la maison de Savoie. Fille de Victor-Emmanuel Ier de Sardaigne et de Marie-Thérèse d'Autriche-Este. - Mère de Charles III de Parme.                                                                             |           |
|          | Louise d'Artois (1819-1864)         | - Charles III de Parme (mariage en 1845) | - Duchesse de Parme et Plaisance (1849-1854) - Régente de Parme et Plaisance (1854-1859) | - Princesse de la maison de Bourbon. Fille de Charles-Ferdinand d'Artois et de Marie-Caroline de Bourbon-Siciles. - Mère de Marguerite de Parme, de Robert Ier de Parme, d'Alice de Bourbon-Parme et d'Henri de Bourbon-Parme. |           |

## Duchesses titulaires de Parme (1859-)
| Portrait | Nom (dates)                              | Époux                                                | Titres                                          | Eléments biographiques | Armoiries |
| -------- | ---------------------------------------- | ---------------------------------------------------- | ----------------------------------------------- | --- | --------- |
|          | Maria Pia de Bourbon-Siciles (1849-1882) | - Robert Ier de Parme (mariage en 1869)              | - Duchesse de Parme et de Plaisance (1869-1882) | - Princesse de la maison de Bourbon-Siciles. Fille de Ferdinand II des Deux-Siciles et de Marie-Thérèse de Habsbourg-Lorraine-Teschen. - Mère de Marie-Louise de Bourbon-Parme, de Béatrice de Bourbon-Parme et d'Élie de Bourbon-Parme.                                                                                             |           |
|          | Antonia de Bragance (1862-1959)          | - Robert Ier de Parme (mariage en 1884)              | - Duchesse de Parme et de Plaisance (1884-1907) | - Princesse de la maison de Bragance. Fille de Michel Ier de Portugal et d'Adélaïde de Löwenstein-Wertheim-Rosenberg. - Mère de Sixte de Bourbon-Parme, de François Xavier de Bourbon-Parme, de Zita de Bourbon-Parme, de Félix de Bourbon-Parme, de René de Bourbon-Parme, de Louis de Bourbon-Parme et de Gaëtan de Bourbon-Parme. |           |
|          | Madeleine de Bourbon-Busset (1898-1984)  | - François-Xavier de Bourbon-Parme (mariage en 1927) | - Duchesse de Parme et Plaisance (1974-1977)    | - Princesse de la maison de Bourbon-Busset. Fille de Georges de Bourbon-Busset et de Marie Jeanne de Kerret. - Mère de Françoise de Bourbon-Parme, de Charles-Hugues de Bourbon-Parme, de Marie-Thérèse de Bourbon-Parme et de Sixte-Henri de Bourbon-Parme.                                                                         |           |
|          | Irène des Pays-Bas (1939-)               | - Charles-Hugues de Bourbon-Parme (mariage en 1964)  | - Duchesse de Parme et Plaisance (1977-1981)    | - Princesse de la maison d'Orange-Nassau. Fille de Bernhard de Lippe-Biesterfeld et de Juliana des Pays-Bas. - Mère de Charles de Bourbon-Parme. |           |
|          | Annemarie Gualthérie van Weezel (1977-)  | - Charles de Bourbon-Parme (mariage en 2010)         | - Duchesse de Parme et Plaisance (2010-)        | - Princesse de la famille van Weezel. Fille de Hans Gualthérie van Weezel et d'Ank de Visser. |           |